# Tammingaborg (Hornhuizen)
De Tammingaborg was een borg uit de 14e eeuw bij het Groningse dorp Hornhuizen. De borg was ooit de grootste van de provincie en werd bewoond door een aantal adellijke geslachten. De borg en de borgstee zijn vrijwel geheel uit het landschap verdwenen.

## Geschiedenis
De Tammingaborg begon als steenhuis dat gebouwd werd door Liudolph Tamminga. In 1416 was het bezit van Abel Tamminga. Tamminga heeft zich van voorname burger opgewerkt tot hoofdeling. Hij trouwde met Bawe Onsta en zijn broer Hidde trouwde met de erfdochter van de familie Van Ewsum, Menneke. Hoewel de familie in een tijd van oorlog bijgestaan werd door leden van de familie Lewe en deze ook een aandeel in de borg verkregen, bleef de borg eigendom van de familie Tamminga tot ongeveer 1600. De borg werd toen bewoond door een aantal adellijke, Friese geslachten, waaronder Van Dekema, Meckema van Aylva, Van Eysinga, Van Heemstra en Tjarda van Starkenborgh. Een herenbank in de kerk van Hornhuizen met het wapen van Van Aylva en Van Camstra herinnert nog aan deze bewoners. Later is de borg nog korte tijd in het bezit geweest van Coppen Jarges en Carel Ferdinand van In- en Kniphuisen, alvorens de borg rond 1800 afgebroken werd.

## Ligging
De borgstee bevond zich direct ten zuiden van Hornhuizen op het tweede perceel ten zuiden van het kerkhof van het dorp. De borg zelf stond zo'n 240 meter van de Breweelsterweg af, vlak bij de sloot die het eerste en het tweede perceel scheidt. Deze sloot is vrijwel het enige wat nog vaag een indicatie geeft voor het borgterrein. De borgstee was ongeveer 170 meter bij 150 meter en omgeven door een gracht. De borg zelf was ongeveer 40 meter bij 30 meter en had een T-vorm door het smalle hoge deel aan de achterkant. De borg bevond op de uiterste noordoosthoek van het terrein en was zelf ook nog omgeven door een gracht. Direct rechts van de borg stond het schathuis. De borg had een oprijlaan naar de Breweelsterweg, maar ook een oud pad vanuit de richting van Grijssloot naar Hornhuizen liep vlak langs de borg.

## Huidige situatie
De borg werd gesloopt in 1803. De borgstee werd in 1848 nog gebruikt als boomgaard. Het bijbehorende schathuis werd later ook afgebroken. Lange tijd bleven de contouren van de borgstee zichtbaar in het landschap, maar in de jaren 80 zijn de grachten gedempt is het gehele perceel/ terrein geëgaliseerd. De Tammingaheerd heeft een uitrit op de Breweelsterweg gekregen. Bij de ruilverkaveling kreeg deze boerderij een uitrit naar de Breweelsterweg en was de Bosjesweg niet meer nodig. Daarnaast is ook het oude pad naar Hornhuizen dat langs de borgstee liep verdwenen.

Het wapen van de Tamminga's in het wapen van Kloosterburen

### Nalatenschap
Door het huwelijk van Hidde Tamminga met Mennecke van Ewsum bleef het geslacht Van Ewsum voortbestaan. Mennecke was enig kind van haar geslacht en zij trouwden onder voorwaarde dat hun kinderen de naam van Van Ewsum zouden aannemen. Toch is het wapen van de Tamminga's wel meegegaan naar de zo ontstane Van Ewsumtak. Dit wapen is onder andere opgenomen in de wapens van Marum, Roden en het nabijgelegen Kloosterburen. 
Er herinneren nog wel een aantal straatnamen aan de bewoners van de Tammingaborg. Zo heet de hoofdstraat van Hornhuizen de Tammingastraat, die vervolgens overgaat in de Borgweg. In het nabijgelegen Kruisweg bestaan de straatnamen Lewestraat en Van Meckemastraat.